# Resolutie 1055 Veiligheidsraad Verenigde Naties
Resolutie 1055 van de Veiligheidsraad van de Verenigde Naties werd unaniem door de VN-Veiligheidsraad aangenomen op 8 mei 1996. De resolutie verlengde de UNAVEM III-missie in Angola met twee maanden.

## Achtergrond
Nadat Angola in 1975 onafhankelijk was geworden van Portugal keerden de verschillende onafhankelijkheidsbewegingen zich tegen elkaar om de macht. Onder meer Zuid-Afrika en Cuba bemoeiden zich in de burgeroorlog, tot ze zich in 1988 terugtrokken. De VN-missie UNAVEM I zag toe op het vertrek van de Cubanen. Een staakt-het-vuren volgde in 1990, en hiervoor werd de UNAVEM II-missie gestuurd. In 1991 werden akkoorden gesloten om democratische verkiezingen te houden die eveneens door UNAVEM II zouden worden waargenomen.

## Inhoud

### Waarnemingen
De VN-Veiligheidsraad herhaalde het belang van de vredesakkoorden en het Lusaka-Protocol tussen Angola en de UNITA. Het vredesproces ging vooruit, maar veel te traag. Vooral de inkwartiering van UNITA-troepen en de integratie van het leger kampten met vertraging. Beide partijen waren overeengekomen tegen juni 1996 een eenheidsleger en tussen juni en juli 1996 een regering van nationale eenheid en verzoening te vormen. Rond februari 1997 moest de UNAVEM III-missie afgerond zijn. Op 3 april waren twee militaire waarnemers van die missie omgekomen. De macht moest adequaat beschermd worden, de mensenrechten gerespecteerd en de Angolese maatschappij ontwapend.

### Handelingen
Het mandaat van de UNAVEM III-vredesmacht werd tot 11 juli verlengd. De Veiligheidsraad betreurde dat UNITA niet zoals gevraagd al haar troepen had ingekwartierd. UNITA werd opgeroepen dit tegen juni 1996 te volbrengen, al haar wapens over te dragen aan UNAVEM III en meteen al haar gevangenen vrij te laten. Beide partijen werden opgeroepen tegen 15 mei de gesprekken over de vorming van een eenheidsleger af te ronden. Ook moesten ze de vijandige propaganda stopzetten en moest Angola helpen met het opzetten van een onafhankelijke VN-radio. Secretaris-generaal Boutros Boutros-Ghali werd gevraagd de Veiligheidsraad tegen 17 mei te laten weten of de partijen de taken die ze tegen 15 mei moesten volbrengen hadden volbracht en tegen 1 juli een voortgangsrapport in te dienen.

## Verwante resoluties
- Resolutie 1008 Veiligheidsraad Verenigde Naties (1995)
- Resolutie 1045 Veiligheidsraad Verenigde Naties
- Resolutie 1064 Veiligheidsraad Verenigde Naties
- Resolutie 1075 Veiligheidsraad Verenigde Naties

Lijst ·  1036 ·  1037 ·  1038 ·  1039 ·  1040 ·  1041 ·  1042 ·  1043 ·  1044 ·  1045 ·  1046 ·  1047 ·  1048 ·  1049 ·  1050 ·  1051 ·  1052 ·  1053 ·  1054 ·  1055 ·  1056 ·  1057 ·  1058 ·  1059 ·  1060 ·  1061 ·  1062 ·  1063 ·  1064 ·  1065 ·  1066 ·  1067 ·  1068 ·  1069 ·  1070 ·  1071 ·  1072 ·  1073 ·  1074 ·  1075 ·  1076 ·  1077 ·  1078 ·  1079 ·  1080 ·  1081 ·  1082 ·  1083 ·  1084 ·  1085 ·  1086 ·  1087 ·  1088 ·  1089 ·  1090 ·  1091 ·  1092